# Dê Cashmere Úc

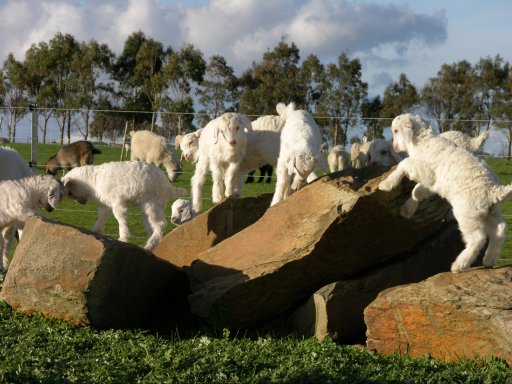
Đàn dê non Cashmere đang nô đùa

Dê Cashmere của Úc là một giống dê nội địa thuộc nhó dê Cashmere có nguồn gốc từ Úc. Trong khi giữ lại khả năng sinh sản và sự cứng rắn của con dê cây bụi, dê Cashmere của Úc khá khác biệt về ngoại hình và tính khí. Dê Cashmere đã được tái khám phá một cách hiệu quả trên dê Úc năm 1972 khi hai nhà nghiên cứu thuộc Tổ chức nghiên cứu công nghiệp và khoa học khối thịnh vượng chung (CSIRO), Tiến sĩ Ian Smith và ông Wal Clarke xác định cashmere trên một số dê hoang dã đang được kiểm tra tại tài sản của Công ty Mohair của Úc tại Brewarrina.
Trong một số năm, CSIRO đã duy trì một đàn nghiên cứu nhỏ về các loài động vật được chọn tại phòng thí nghiệm Prospect của họ cho đến khi hạn chế ngân sách buộc họ phải phân tán. Một số công việc mô học ban đầu quan trọng đã được thực hiện trong giai đoạn này. Vào cuối những năm 1970, một số nhà lai tạo đang đùa giỡn với khái niệm phát triển và sinh sản một con dê Cashmere của Úc. Phần lớn sự sinh sản sớm này đã bị cản trở bởi sự thiếu hiểu biết về các vấn đề liên quan và thiếu thị trường sợi vải lông thú.